# Bezirk Żydaczów

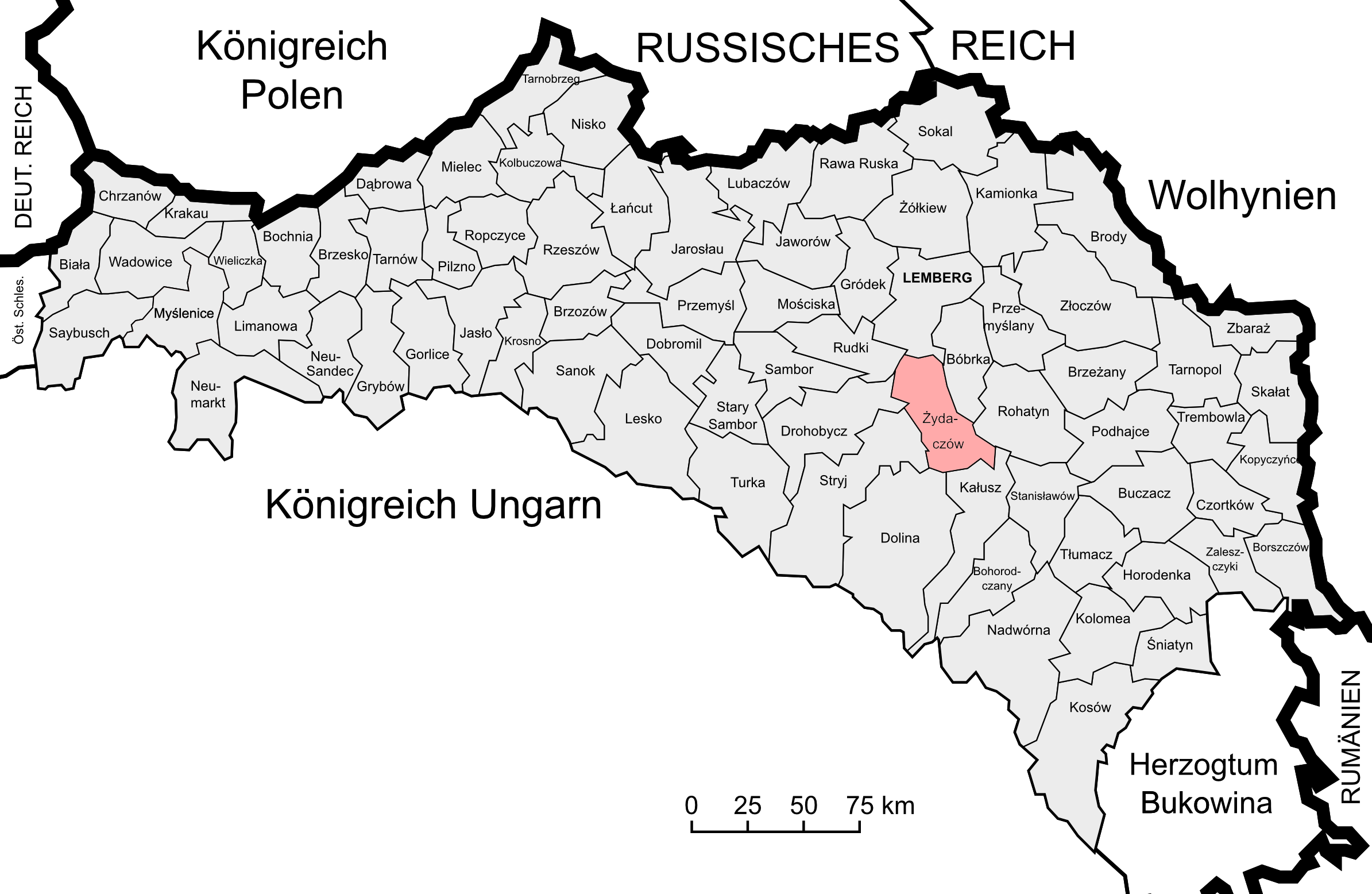
Lage des Bezirks Żydaczów im Kronland Galizien und Lodomerien

Der Bezirk Żydaczów war ein politischer Bezirk im Kronland Galizien und Lodomerien. Sein Gebiet umfasste Teile Ostgaliziens in der heutigen Westukraine (Oblast Lwiw, Rajon Schydatschiw und Rajon Mykolajiw sowie Rajon Stryj). Sitz der Bezirkshauptmannschaft war die Stadt Żydaczów. Im November 1918 war der Bezirk nach dem Zusammenbruch der Donaumonarchie am Ende des Ersten Weltkriegs kurzzeitig Teil der Westukrainischen Volksrepublik.
Er grenzte im Norden an den Bezirk Lemberg, im Nordosten an den Bezirk Bóbrka, im Osten an den Bezirk Rohatyn, im Südosten an den Bezirk Stanislau, im Süden an den Bezirk Kałusz, im Südosten an den Bezirk Dolina, im Westen an den Bezirk Stryj sowie im Nordwesten an den Bezirk Drohobycz und Bezirk Rudki.

## Geschichte
Nachdem die Kreisämter Ende Oktober 1865 abgeschafft wurden und deren Kompetenzen auf die Bezirksämter übergingen, schuf man nach dem Österreichisch-Ungarischen Ausgleich 1867 auch die Einteilung des Landes in zwei Verwaltungsgebiete ab. Zudem kam es im Zuge der Trennung der politischen von der judikativen Verwaltung zur Schaffung von getrennten Verwaltungs- und Justizbehörden. Während die gerichtliche Einteilung weitgehend unberührt blieb, fasste man Gemeinden mehrerer Gerichtsbezirke zu Verwaltungsbezirken zusammen.
Der neue politische Bezirk Żydaczów wurde aus folgenden Bezirken gebildet:
- Bezirk Mykolajów (mit 36 Gemeinden)
- Bezirk Żurawno (mit 37 Gemeinden)

Der Gerichtsbezirk Żydaczów wurde, nachdem er bereits 1880 kundgemacht wurde, am 1. Januar 1882 aus Teilen der anderen beiden Gerichtsbezirke geschaffen.
Der Bezirk Żydaczów bestand bei der Volkszählung 1910 aus 76 Gemeinden sowie 61 Gutsgebieten und umfasste eine Fläche von 936 km². Hatte die Bevölkerung 1900 noch 74.158 Menschen umfasst, so lebten hier 1910 bereits 83.339 Menschen. Auf dem Gebiet lebten dabei mehrheitlich Menschen mit ruthenischer Umgangssprache (75 %) und griechisch-katholischem Glauben, Juden machten rund 8 % der Bevölkerung aus.

## Ortschaften
Auf dem Gebiet des Bezirks bestanden 1910 Bezirksgerichte in Mykolajów, Żurawno und Żydaczów, diesen waren folgende Orte zugeordnet:
Gerichtsbezirk Mykolajów:
- Brzezina
- Czernica
- Demnia
- Drohowyże
- Iłów
- Krupsko
- Malechów
- Stadt Mykolajów
- Nadiatycze
- Piaseczna
- Markt Rozdół
- Rozwadów
- Rudniki
- Stulsko
- Trościaniec
- Uście
- Weryń
- Wola Wielka bestehend aus den Ortsteilen Wola Mała und Wola Wielka

Gerichtsbezirk Żurawno:
- Antoniówka
- Balicze Podgórne (Balicze Zarzeczne)
- Balicze Podróżne
- Bujanów
- Czerteż
- Dubrawka
- Holeszów
- Izydorówka
- Jajkowce
- Korczówka
- Kotoryny
- Krechów
- Lachowice Podróżne
- Lachowice Zarzeczne
- Lubsza
- Lutynka
- Łysków
- Machliniec
- Manasterzec
- Mazurówka
- Mielnicz
- Młyniska
- Nowe Sioło bestehend aus den Ortsteilen Kornelówka und Nowe Sioło
- Nowoszyny
- Obłaźnica
- Pobereże
- Protesy
- Smuchów
- Sulatycze
- Tarnawka
- Włodzimirce
- Markt Żurawno
- Żyrawa

Gerichtsbezirk Żydaczów:
- Bereźnica Królewska
- Cucułowce
- Demenka Leśna
- Demenka Poddniestrzańska
- Derżów
- Folwarki Żydaczowskie
- Hanowce
- Hnizdyczów
- Iwanowce
- Juseptycze
- Kijowiec
- Łowczyce
- Międzyrzecze
- Pczany
- Pokrowce
- Rogóźno
- Ruda
- Tejsarów
- Turady
- Wołcniów
- Wolica Hnizdyczowska
- Zabłotowce
- Żurawków
- Stadt Żydaczów